# Gemer (comune)
Gemer (in ungherese Sajógömör, in tedesco Gömer) è un comune della Slovacchia facente parte del distretto di Revúca, nella regione di Banská Bystrica.